# BorderIrish
BorderIrish или @BorderIrish — псевдоним анонимного сатирика и одноимённый аккаунт в социальной сети Twitter, заведённый от имени 97-летней британско-ирландской границы протяжённостью около 499 км. В своих твитах, активно публиковавшихся в 2018—2020 годах, автор иронично оценивал последствия Брексита, затронувшие британско-ирландскую границу. Помимо деятельности в соцсети, в 2019 году автор под этим же псевдонимом выпустил книгу «Я граница, так и есть» (англ. I Am the Border, So I Am).

## Деятельность автора
В феврале 2018 года в Twitter появились первые твиты автора BorderIrish от имени британско-ирландской границы, одним из которых стал следующий: «Я уже цельная и гладкая, спасибо. Немного боюсь физической инфраструктуры. Не люблю море» (англ. I'm seamless and frictionless already, thanks. Bit scared of physical infrastructure. Don't like the sea). Как признавался автор в январе 2020 года, этот аккаунт был создан с целью привлечения внимания общественности к британско-ирландской границе, по которой могли серьёзно ударить последствия выхода Великобритании из ЕС.
В декабре 2018 года в интервью для австрийской газеты Wiener Zeitung аккаунт от имени «героя» (границы) рассказал следующее: «Я вышла в отставку и провела последние 20 лет, наблюдая за овечками и облаками. Обо мне все забыли, но потом наступил Брексит, и журналисты внезапно стали меня искать, а политики нести обо мне чушь, поэтому я решила сделать так, чтобы меня услышали» (англ. I had retired and spent the past 20 years watching the sheep and the clouds. Everyone had forgotten me, but then Brexit came and suddenly journalists were looking for me and politicians were talking nonsense about me, so I decided to make me heard).
В том же месяце BBC News не только взяли интервью у «героя» аккаунта, но и выяснили, что его ведёт мужчина, который проживал по обе стороны британско-ирландской границы. Узнать что-либо ещё об авторе не удалось, поскольку он предпочитал оставаться анонимным и общался через своих агентов. В дальнейшем автор под псевдонимом общался как с британскими и ирландскими СМИ, так и с европейскими континентальными изданиями. Сатирические твиты, оставленные от имени границы, неоднократно становились темой обсуждения в СМИ в рамках более широких обсуждений, связанных с Брекситом. В январе 2019 года выяснилось, что среди 66 тысяч подписчиков BorderIrish был и аккаунт премьер-министра Ирландии Лео Варадкара. Среди иных подписчиков были английский журналист Роберт Пестон и бывший пресс-секретарь Тони Блэра Аластер Кэмпбелл.
31 января 2020 года, когда процесс выхода Великобритании из Европейского союза формально был завершён, BorderIrish сообщил через газету The Irish Times о прекращении своей блогерской деятельности в Twitter, оставив большое сообщение о том, что «выиграл битву, но проиграл войну». На момент этого обращения у автора насчитывалось около 100 тысяч подписчиков. В своём обращении автор отметил, что Североирландский протокол позволил Северной Ирландии, оставаясь в составе Великобритании, сохранить прежние экономические связи с Евросоюзом. По словам BorderIrish, люди стали иронично говорить о «границе в Ирландском море» как о границе между Великобританией и ЕС, но автор утверждал, что в Ирландии есть лишь одна граница, и она проходит не по морю. Сам BorderIrish при этом выражал опасения, что вскоре «вскроются старые противоречия в Северной Ирландии», а британским политикам придётся разбираться с тяжёлым наследством премьерства Бориса Джонсона.
Аккаунт в настоящее время активен в реплаях, но не публикует резонансные материалы.

## Публикации
В октябре 2019 года BorderIrish под псевдонимом выпустил книгу «Я граница, так и есть» (англ. I Am the Border, So I Am), которую положительно оценили критики.
Финтан О’Тул включил её в число лучших сатирических произведений времён Брексита, а Алекс Кларк включила её в число лучших аудиокниг 2019 года по версии Financial Times.